# Sparisoma atomarium
Sparisoma atomarium és una espècie de peix de la família dels escàrids i de l'ordre dels perciformes.

## Morfologia
Els mascles poden assolir els 25 cm de longitud total.

## Distribució geogràfica
Es troba des de Bermuda, el sud de Florida (Estats Units) i les Bahames fins al nord de Sud-amèrica.